# Compartimento posterior do antebraço
Compartimento posterior do antebraço é um compartimento anatômico do antebraço. Contém os seguintes músculos:
| Nível         | Músculo                        | E/I |
| (*)           | braquiorradial                 | I   |
| superficial   | extensor radial longo do carpo | E   |
| superficial   | extensor radial curto do carpo | E   |
| superficial   | extensor ulnar do carpo        | E   |
| intermediário | extensor dos dedos             | E   |
| intermediário | extensor do dedo mínimo        | E   |
| profundo      | abdutor longo do polegar       | E   |
| profundo      | extensor curto do polegar      | E   |
| profundo      | extensor longo do polegar      | E   |
| profundo      | extensor do índex              | E   |
| profundo      | supinador                      | I   |
| profundo      | ancôneo                        | I   |

- "E/I" se refere a "extrínseco" ou "intrínseco".